# Villa Salto Encantado
Villa Salto Encantado – miasto w Argentynie, w prowincji Misiones, w departamencie Cainguás.
Według danych szacunkowych na rok 2010 miejscowość liczyła 3543 mieszkańców.